# Anasarca

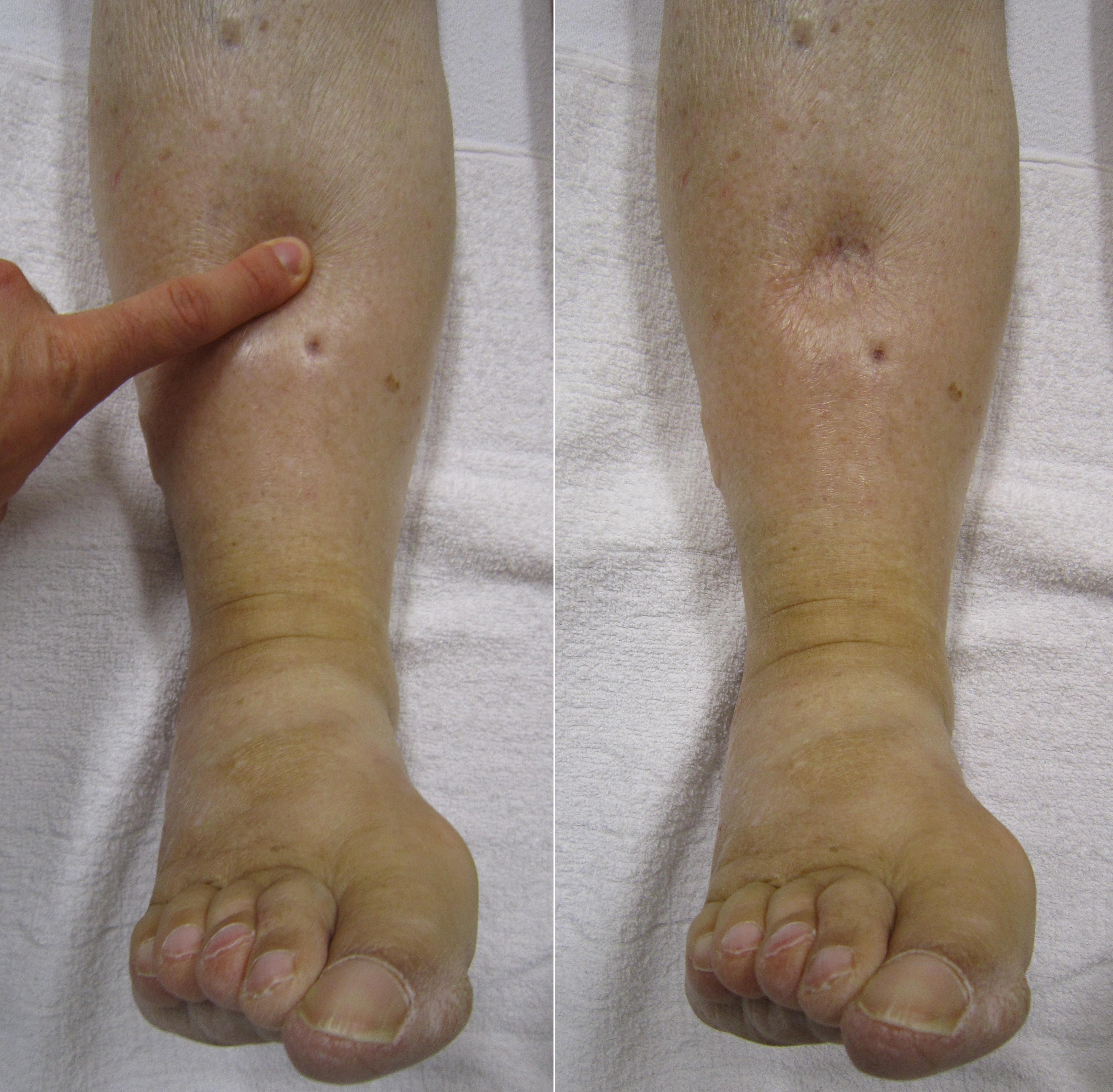
Edemas costumam começar pelas pernas e podem ser diagnosticados pressionando com um dedo (sinal de cacifo)

Anasarca (Do grego ana, mudança, afastamento + sarkós, carne) é um sintoma caracterizado por um edema (inchaço) distribuído por todo o corpo devido ao acúmulo de fluido no espaço extracelular. Geralmente causado por insuficiência cardíaca ou renal.

## Causas
As proteínas do sangue são essenciais para uma boa circulação sanguínea, mantendo o plasma sanguíneo dentro dos vasos, assim seu déficit pode causar edema periférico e em casos extremos causa anasarca.
Algumas das doenças que podem ter esse sintoma incluem:
- Síndrome nefrótica por causar perda de proteínas na urina;
- Insuficiência cardíaca congestiva porque os líquidos não circulam adequadamente pelo corpo e os rins retêm água;
- Cirrose hepática quando o fígado não produz proteínas sanguíneas o suficiente;
- Desnutrição quando há extrema deficiência de proteínas (Kwashiorkor);
- Pré-eclâmpsia, tanto o período da gravidez quanto a hipertensão podem favorecer a retenção de líquidos;
- Ancilostomíase, quando os vermes bloqueiam a drenagem pelos vasos linfáticos;
- Mineralocorticoides como prednisona e prednisolona;
- Síndrome de permeabilidade capilar sistêmica/Síndrome de Clarkson;
- Aumento na atividade do sistema renina-angiotensina-aldosterona;
- POEMS, uma síndrome rara caracterizada por polineuropatia, organomegalia, endocrinopatia, gamopatia monoclonal e mudanças na pele.

## Hidropsia
A hidropsia é a anasarca fetal. Quando o bebê já nasce com muito edema, inclusive a cabeça, já que o crânio ainda não fechou diz-se que está com hidropsia. As causas mais comuns são doenças maternas como a DHEG e o tabagismo, além de infecções na gestação como rubéola e toxoplasmose. O tratamento é muito variável mas geralmente são casos graves que necessitam de acompanhamento de perto e internação.

## Tratamento
O tratamento incide sobre a doença subjacente, mas pode também ser de alívio de sintoma com diuréticos, diálise ou paracentese uma vez que o paciente pode sentir muito desconforto, às vezes até para respirar. 
A alimentação depende da doença que causou o anasarca, por exemplo se for falência hepática não é recomendado a ingestão de proteínas porque sobrecarrega o fígado, enquanto se o problema é má-nutrição uma dieta rica em proteínas de rápida absorção é importante. Em quase todos os casos é recomendado evitar a ingestão de sal normal, pois o sódio aumenta a retenção de líquidos. Pacientes com problemas renais devem limitar o consumo de líquidos a sua capacidade renal, em outras palavras, não tomar muito mais do que conseguem eliminar. Como muitos diuréticos induzem eliminar potássio na urina é importante comer alimentos ricos em potássio como batata, laranja, tomate e banana. Exercícios aeróbicos podem ajudar a reduzir edemas dependendo do caso.